# Труа (вокзал)
Железнодорожная станция Труа (фр. Gare de Troyes) — железнодорожная станция в городе Труа (департамент Об, регион Шампань — Арденны, историческая область Шампань). Расположена на линии Линии Париж — Мюлуз (фр.). Находится в историческом центре города Труа

## История

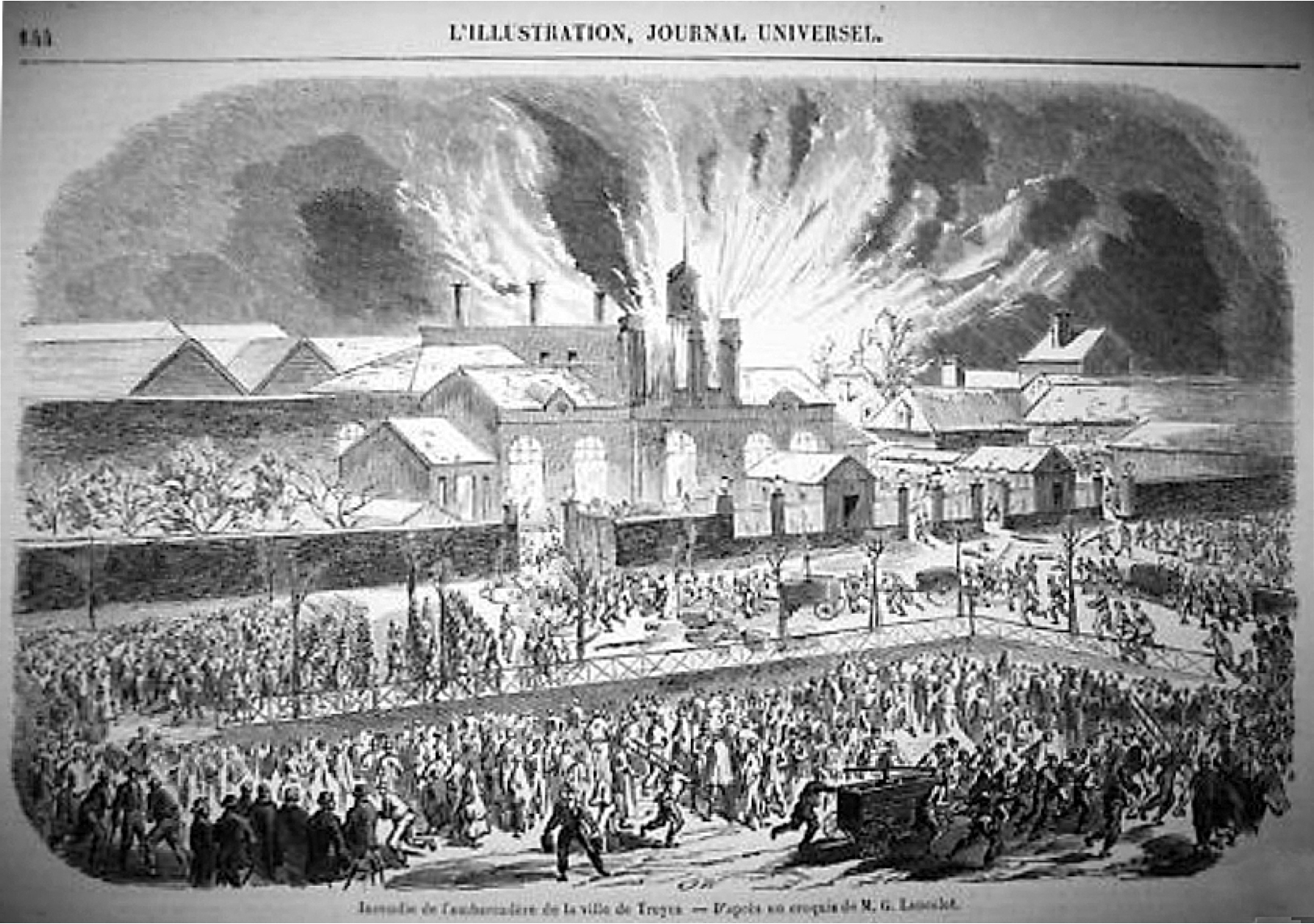
Пожар на станции Труа в 1855 году

Изначально построенная в 1848 году, станция Труа была конечной станцией железной дороги Монтро — Труа. Строительство станции и первого вокзала станцией началось в 1845 году и закончилось в 1848-м.
В 1855 году станция Труа была уничтожена пожаром. Восстановлена она была через год, в 1856 году. К тому моменту станция перестала быть тупиковой.
В 1912 году был открыт новый вокзал станция Труа. Это вокзальное здание используется по настоящее время.
Станция Труа была когда-то региональным железнодорожным узлом, но в настоящее время эксплуатируется только линия Париж — Мюлуз. Она представляет собой двухпутную железную дорогу с максимальной эксплуатационной скоростью 160 км/ч, большинство участков данной дороги еще не электрифицировано.
До открытия TGV данная железная дорога была единственным путем из Парижа в Базель, в старой номенклатуре восточного региона SNCF пронумерованным как «Линия 4». С вводом в эксплуатацию юго-восточной и восточной линий TGV число поездов, идущих по старой линии Париж — Мюлуз, значительно сократилось. Многие небольшие станции на ней были закрыты, а следовавший по этим направлениям железнодорожные маршруты были заменены автобусными.